# La ragazza meccanica
La ragazza meccanica (The Windup Girl) è il romanzo di esordio dello scrittore di fantascienza Paolo Bacigalupi pubblicato nel 2009.
L'opera nel 2010 è risultata vincitrice di molti premi letterari tra cui il premio Hugo per il miglior romanzo ex aequo con La città e la città (The City & The City) dello scrittore China Miéville, il premio Nebula per il miglior romanzo, il premio John Wood Campbell Memorial per la stessa categoria e il premio Locus come migliore opera prima. È stato inoltre incluso dal Time Magazine tra la rosa dei dieci migliori libri del 2009.
Nel romanzo, appartenente al filone fantascientifico biopunk, l'autore approfondisce alcuni temi già trattati in due suoi precedenti racconti, The Calorie Man e Yellow Card Man, entrambi inclusi nella raccolta Pump Six and Other Stories.

## Storia editoriale
L'autore ha sviluppato la storia utilizzando le sue conoscenze in campo scientifico e bio-ambientali, acquisite a seguito di collaborazioni con giornalisti scientifici con i quali Bacigalupi ha avuto contatti quando lavorava come editor per la rivista High Country News.

## Trama
L'umanità, in piena crisi energetica a seguito dell'esaurimento del petrolio, lotta per la sopravvivenza contro l'innalzamento del livello dei mari che ha devastato il pianeta e distrutto le città costiere. Alcune potenti multinazionali, note come "compagnie caloriche", hanno diffuso malattie e parassiti per distruggere le riserve alimentari mondiali e costringere il mercato ad acquistare organismi geneticamente modificati resistenti di loro produzione. Le disinvolte manipolazioni genetiche hanno determinato la diffusione di piaghe letali non solo per i vegetali ma anche per l'uomo come la cibiscosi, la micoruggine e la muffa-scabbia; tra le poche nazioni ribellatesi all'egemonia delle multinazionali vi è la Thailandia. L'allora reggente Re Rama XII, con lungimiranza, anni prima aveva chiuso le frontiere, aveva imposto severissimi controlli sulle importazioni, ordinato la sterilizzazione di vaste aree di territorio contaminate, voluto la costituzione di una banca dei semi e mobilitato la popolazione per costruire dighe e canali per ostacolare le inondazioni. Il controllo del rispetto delle norme è ora affidato alle "camicie bianche", corpo militare alle dipendenze del generale Pracha, capo del Ministero dell'ambiente in contrasto con l'arrivista ministro Akkarat, a capo del Ministero del commercio.
Anderson Lake è il direttore di una fabbrica occidentale di Bangkok che produce motori a energia cinetica le cosiddette "kino-molle", sviluppati con nuove tecnologie bio-meccaniche. L'uomo in realtà è un "genescout" che di nascosto conduce ricerche su vegetali resistenti alle innumerevoli malattie che hanno contaminato le riserve alimentari mondiali. Durante le sue indagini Anderson si imbatte in Emiko, la "ragazza meccanica" del titolo del romanzo, un essere umano artificiale frutto della bioingegneria giapponese creata per servire come geisha  ma abbandonata in Thailandia dal suo "proprietario" e schiavizzata in un orribile bordello di Bangkok.
Contemporaneamente le potenti multinazionali hanno convinto Akkrat a sbarazzarsi del capitano Jaidee, ex lottatore di Muay thai, noto come "la tigre di Bangkok", incorruttibile camicia bianca ostacolo all'importazione illegale di prodotti operata massicciamente delle compagnie caloriche. Jaidee viene falsamente accusato di alto tradimento, accuse dalle quali non può difendersi, per paura che la giovane moglie, Chaya, rapita e tenuta in ostaggio, venga uccisa. Una volta capito che la donna non sarà mai rilasciata e forse già uccisa, Jaidee effettua un'incursione nella sede del Ministero del commercio per cercare prove che lo scagionino. L'azione fallisce e Jaidee viene ucciso insieme al suo amico e braccio destro Somchai. Il comando delle camicie bianche viene assunto dalla corrotta tenente Kanya Chirathivat, sul libro paga dalle compagnie caloriche.
Anderson sospetta che dietro alla miracolosa rinascita in Thailandia di vegetali creduti estinti, come la belladonna e il "ngaw", vi sia il lavoro di Gibbons, un "generipper" (ossia uno scienziato che opera ripping illegale su materiale genetico) creduto morto dopo essersi ribellato ai piani della compagnia calorica AgriGen, la stessa multinazionale per cui lavora anche lui. Anderson ordisce piani con il Ministero del commercio per impossessarsi della banca dei semi, necessaria per le sperimentazioni della sua compagnia; per ingraziarsi le simpatie dell'eminenza grigia della regina infanta, il Somdet Chaopraya, conoscendone le perversioni, gli rivela la presenza illegale della ragazza meccanica che vive nascondendosi alle camicie bianche. Emiko, durante una lunga notte, viene sottoposta a violenze sessuali di ogni genere e la mattina dopo, nonostante i blocchi psicologici imposti dall'educazione ricevuta e dalle modificazioni genetiche che la rendono servile e sottomessa, in un moto di rabbia trucida la corte di Chaopraya scatenando inconsapevolmente una guerra di successione al potere tra il ministro Akkarat e il generale Pracha.
Durante la sanguinosa guerra civile Kanya, inizialmente riluttante, si riscatta lottando per il bene del suo Paese. La ragazza assume prima il comando di tutte le camicie bianche e, alla morte del generale Pracha, anche del Ministero dell'ambiente. Contemporaneamente il segretario di Anderson, Tan Hock Seng, profugo cinese e vittima, insieme a tutti gli altri sfollati di restrizioni razziste, tenta un personale riscatto che lo riporti ai fasti economici precedenti la sua fuga in Thailandia. L'uomo vorrebbe arricchirsi vendendo i progetti delle rivoluzionarie kino-molle alla malavita organizzata di Bangkok ma tutti i suoi tentativi saranno infruttuosi.
Kanya apparentemente sconfitta dalle forze congiunte di Akkrat e dell'AgriGen, riesce a mettere in salvo la banca dei semi e, con mossa azzardata, a sterminare i suoi nemici ma distruggendo le gigantesche pompe che tenevano la Thailandia al riparo dalle inondazioni. Anderson, colpito da un ceppo mutante di virus, muore inutilmente accudito da Emiko. La ragazza meccanica, in una Thailandia in lotta per la sopravvivenza contro la natura e quasi completamente sommersa dalle acque, trova finalmente la sua libertà.

## Personaggi
Anderson LakeUfficialmente direttore di un'industria meccanica è invece, di nascosto, un ricercatore di mutazioni vegetali resistenti alle nuove malattie per una multinazionale occidentale.
EmikoUna ragazza creata artificialmente dalla bioingegneria giapponese per lavorare come geisha alle dipendenze di facoltosi uomini ma abbandonata in Thailandia e costretta a lavorare come prostituta in un bordello di Bangkok
Jaidee RojjanasukchaiCapitano del Ministero dell'ambiente, combatte l'influenza straniera per proteggere la Tahilandia dagli attacchi esterni.
Tan Hock SengImmigrato cinese segretario nella fabbrica di Anderson. Vive nell'ostile Bangkok nella speranza di un colpo di fortuna che muti le sorti della sua difficile vita.
Kanya ChirathivatCorrotto tenente delle camicie bianche, ex pescatrice di acquacoltura, arruolatasi per vendicarsi della distruzione del suo villaggio operato anni prima dai suoi stessi colleghi. Assume il comando del corpo alla morte del capitano Jaidee e inizialmente riluttante, si adopererà per il bene del suo Paese riscattandosi.
Somdet ChaoprayaCon il titolo di "Protettore Reale" è deputato a consigliare e proteggere il reggente ma in realtà le sue azioni sono spinte da sete di potere.
Khun CarlyleFaccendiere in affari con Anderson.
GibbonsGeneripper dell'AgriGen creduto morto ma al lavoro, con il nome di Gi Bu San, per la rinascita della Thailandia contro gli interessi della sua stessa ex compagnia.
ChayaLa moglie di Jaidee. Viene rapita dai nemici del marito per domarne l'intransigenza e di lei si perdono le tracce.
Generale PrachaIl capo delle camicie bianche e Ministro dell'ambiente.
AkkaratArrivista e corrotto Ministro del commercio.
Il Signore del letamePotente boss della malavita di Bangkok, a capo della vendita illegale di metano e di letame da combustione. A lui si rivolge Tan Hock Seng quando cerca un ricettatore per l'acquisto dei progetti di kino-molle rubati.
Cane BastardoIl suo vero nome è Sukrit Kamsing ed è lo spietato sicario del Signore del letame.
SomchaiAmico e collega di Jaidee, muore con lui durante l'irruzione nel Ministero del commercio.
MaiGiovane thailandese, operaia nella fabbrica di Anderson. A lei si affeziona Tan Hock Seng proteggendola durante la guerra civile.
YashimotoDirigente giapponese della compagnia Mishimoto.
HirokoRagazza meccanica, serva di Yashimoto.

## Riconoscimenti
Il romanzo ha ottenuto i seguenti riconoscimenti:
Nel 2009:
- Candidatura per il premio Goodreads Choice per la fantascienza

Nel 2010:
- Premio Hugo per il miglior romanzo (ex aequo)
- Premio Nebula per il miglior romanzo
- Premio John Wood Campbell Memorial per il miglior romanzo
- Premio Locus per il miglior romanzo d'esordio
- Premio Compton Crook Stephen Tall Memorial per il miglior romanzo d'esordio
- Secondo classificato al Science Fiction Site Readers Poll
- Compton Crook Award

Nel 2011:
- Candidatura per il premio British Science Fiction Association
- Premio Cena Akademie SFFH per il miglior romanzo straniero pubblicato nella Repubblica Ceca

Nel 2012:
- Premio Ignotus per il miglior romanzo straniero pubblicato in Spagna
- Premio Kurd-Laßwitz per il miglior romanzo straniero pubblicato in Germania
- Premio Seiun per la migliore opera lunga tradotta in Giappone

Nel 2013:
- Vince il Grand Prix de l'Imaginaire per il miglior romanzo straniero pubblicato in Francia

## Edizioni
- (EN) Paolo Bacigalupi, The Windup Girl, 1ª ed., San Francisco, Night Shade Books, 2009,  p. 359, ISBN 978-1-59780-157-7.
- Paolo Bacigalupi, La ragazza meccanica, traduzione di Massimo Gardella, Multiplayer.it Edizioni, 2014,  p. 408, ISBN 978-88-6355-294-2.